# بيدرو فيكتور
بيدرو فيكتور ويعرف ب بدرينهو (مواليد 13 أبريل 1998) هو لاعب كرة قدم برازيلي يلعب في مركز الوسط المهاجم في نادي بنفيكا.

## روابط خارجية
- بيدرو فيكتور على موقع الاتحاد الأوربي (الإنجليزية)
- بيدرو فيكتور على موقع قاعدة بيانات كرة القدم.إي يو (الإنجليزية)
- بيدرو فيكتور على موقع Soccerway.com (الإنجليزية)
- بيدرو فيكتور على موقع عالم كرة القدم.نت (الإنجليزية)